# Байрон, Имоджен
Имоджен Байрон (англ. Imogen Byron; род. 18 марта 1996, Лондон) — британская актриса, наиболее известная своими ролями в таких сериалах как «Холби-Сити», «Последний шанс Харви», «Пиклс: Собака, которая выиграла Кубок мира» и «Мессия».

## Фильмография

### Телевидение
| Год       | Название                        | Роль              | Примечания                        |
| --------- | ------------------------------- | ----------------- | --------------------------------- |
| 2004      | Железо                          | Кортни            | 1 эпизод: «Ублюдок»               |
| 2004-2005 | Идиот                           | Различные роли    | 20 эпизодов                       |
| 2005      | Мессия                          | Жаклин Прайс      |                                   |
| 2006      | Зелёное крыло                   | Подружка невесты  | Специальный рождественский выпуск |
| 2006      | Снова дома                      | Шеридан           | 6 эпизодов                        |
| 2007      | Кренфорд                        | Kate              | 2 эпизода: Июнь 1842, Август 1842 |
| 2008      | Вот как выглядят Митчелл и Уэбб | Девочка с хомяком | 1 эпизод: #2.3                    |
| 2009      | Шоу Омида Джахили               |                   | 1 эпизод: #2.4                    |
| 2010-2015 | Холби Сити                      | Рэйчел Леви       |                                   |
| 2015      | Гранчестер                      |                   |                                   |
| 2016      | Идти вперёд                     | Келли Уайлд       | 3 эпизода, главная роль           |

### Театр
| Год  | Название                 | Роль            | Примечания                      |
| ---- | ------------------------ | --------------- | ------------------------------- |
| 2013 | Гордость и предубеждение | Китти Беннетт   | Open Air Theatre, Regent’s Park |
| 2015 | Линда                    | Бриджет         | Royal Court Theatre             |
| 2013 | Это лицо                 | Элис            | Landor Theatre                  |
| 2009 | Унаследованный ветер     | Мелинда Лумис   | The Old Vic                     |
| 2009 | Перо мальчика            | Ребёнок         | National Theatre Studio         |
| 2007 | Эвита                    | Ребёнок (соло)  | Adelphi Theatre                 |
| 2005 | Ветер в ивах             | Молодая мышь    | Open Air Theatre, Regent’s Park |
| 2004 | Отверженные              | Молодая Эпонина | Queen’s Theatre                 |

### Фильмы
| Год  | Название                                   | Роль                  | Примечания |
| ---- | ------------------------------------------ | --------------------- | ---------- |
| 2004 | Туннель любви                              | Джемма                | Телефильм  |
| 2006 | Пиклс: Собака, которая выиграла Кубок мира | Сэмми Йоманс          | Телефильм  |
| 2007 | Прощённый                                  | Джессика              | Телефильм  |
| 2008 | Последний шанс Харви                       | Племянница на свадьбе |            |